# Classe Leeuwin
La Classe Leeuwin est une classe de deux  navires de recherche hydrographique construite pour la marine royale australienne à Cairns.

## Histoire
Cette classe de navire hydrographique é été construite  à Cairns par la compagnie de construction navale North Queensland Engineers & Agents (NQEA) .
Les navires sont capables de cartographier les eaux jusqu'à 6 000 mètres de profondeur. Trois bossoirs reçoivent trois bateaux à moteur de 10 mètres de Fantome-class survey motor boat (en), ainsi que des RHIB.
Les deux unités sont stationnées à la Base navale de Cairns pour le Service hydrographique australien dont le siège se trouve à Wollongong.
Fin 2001, les deux navires ont commencé leurss opérations pour compléter les forces de patrouille et de lutte contre l'immigration clandestine dans le cadre de l'Operation Relex (en), en plus des fonctions de cartographie normales.

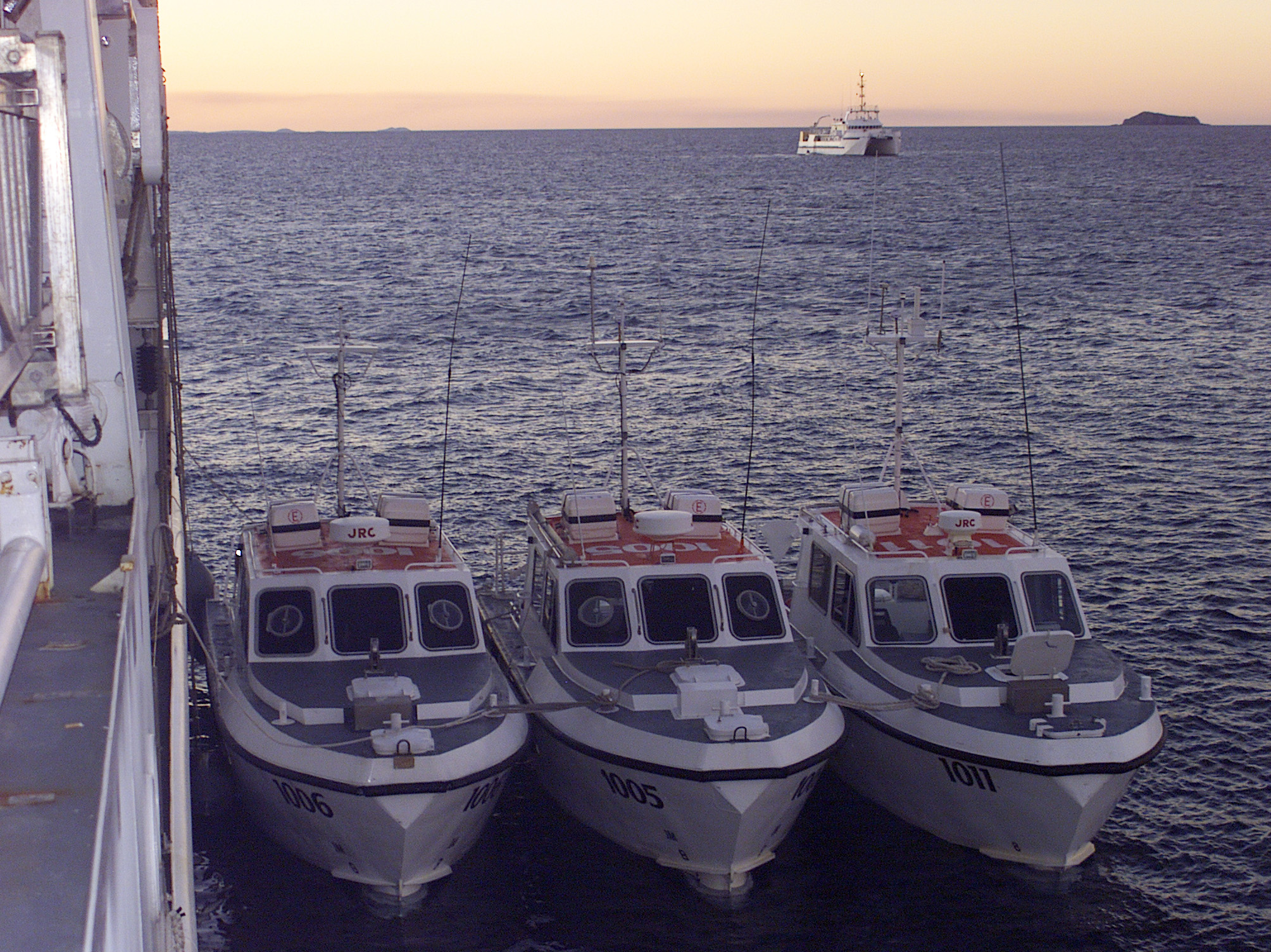
Les 3 fantômes du HMAS Leeuwin

## Les unités
| Numéro | Nom           | Quille       | Lancement       | Service     | Statut |
| ------ | ------------- | ------------ | --------------- | ----------- | ------ |
| A 245  | HMAS Leeuwin  | 30 août 1996 | 19 juillet 1997 | 27 mai 2000 | actif  |
| A 246  | HMAS Melville | 9 mai 1997   | 23 juin 1998    | 27 mai 2000 | actif  |